# بيير باتل
بيير باتل (بالفرنسية: Pierre Patel)‏ هو رسام فرنسي، ولد في 1604 في شوني في فرنسا، وتوفي في 1676 في باريس في فرنسا.